# Umalor
Umalor is een bestuurslaag in het regentschap Belu van de provincie Oost-Nusa Tenggara, Indonesië. Umalor telt 1539 inwoners (volkstelling 2010).